# 莎拉·沃克
莎拉·沃克（英語：Sarah Walker，1989年11月22日—），英格蘭女子羽毛球運動員。

## 簡歷
莎拉·沃克8歲時開始接觸羽毛球運動，起初在當地的一間俱樂部打球。
2013年8月，莎拉·沃克參加中國廣州舉行的世界羽毛球錦標賽，出戰女子單打項目，首圈以2-0擊敗毛里裘斯選手晉級，但在第二圈就以0比2（8-21、11-21）不敵5號種子、韓國的成池鉉出局。
2014年8月，莎拉·沃克參加丹麥哥本哈根舉行的世界羽毛球錦標賽，出戰女子單打項目。首圈以2-1力克馬來西亞選手莎娜达莎·莎妮鲁晉級，但在第二圈因傷退賽，提前出局。

## 主要比賽成績
只列出曾進入準決賽的國際賽事成績：
| 年份   | 賽事                     | 公開賽級別 | 項目     | 拍檔          | 成績   |
| ------ | ------------------------ | ---------- | -------- | ------------- | ------ |
| 2007年 | 歐洲青年羽毛球錦標賽     | 其他       | 混合團體 | －            | 冠軍   |
| 2007年 | 歐洲青年羽毛球錦標賽     | 其他       | 女子雙打 | 萨曼塔·沃德   | 準決賽 |
| 2013年 | 歐洲羽毛球混合團體錦標賽 | 其他       | 混合團體 | －            | 準決賽 |
| 2014年 | 瑞典羽毛球大師賽         | 國際挑戰賽 | 女子單打 | －            | 準決賽 |
| 2014年 | 英聯邦運動會羽毛球比賽   | 其他       | 混合團體 | －            | 銀牌   |
| 2015年 | 羅馬尼亞羽毛球國際賽     | 國際系列賽 | 女子單打 | －            | 準決賽 |
| 2016年 | 冰島羽毛球國際賽         | 國際系列賽 | 女子雙打 | 杰西卡·皮尤   | 冠軍   |
| 2016年 | 葡萄牙羽毛球國際賽       | 國際系列賽 | 女子雙打 | 克洛伊·比尔切 | 亞軍   |
| 2016年 | 斯洛文尼亞羽毛球國際賽   | 國際系列賽 | 女子雙打 | 克洛伊·比尔切 | 冠軍   |
| 2016年 | 斯洛文尼亞羽毛球國際賽   | 國際系列賽 | 混合雙打 | 肖恩·文迪     | 準決賽 |
| 2016年 | 布拉格羽毛球公開賽       | 國際挑戰賽 | 女子雙打 | 劳伦·史密斯   | 冠軍   |
| 2016年 | 蘇格蘭羽毛球大獎賽       | 大獎賽     | 女子雙打 | 劳伦·史密斯   | 準決賽 |
| 2016年 | 愛爾蘭羽毛球公開賽       | 國際挑戰賽 | 女子雙打 | 苏菲·布朗     | 準決賽 |
| 2017年 | 歐洲羽毛球混合團體錦標賽 | 其他       | 混合團體 | －            | 季軍   |
| 2017年 | 歐洲羽毛球錦標賽         | 其他       | 女子雙打 | 劳伦·史密斯   | 季軍   |
| 2017年 | 西班牙羽毛球國際賽       | 國際挑戰賽 | 女子雙打 | 劳伦·史密斯   | 準決賽 |
| 2017年 | 捷克羽毛球公開賽         | 國際挑戰賽 | 女子雙打 | 劳伦·史密斯   | 亞軍   |
| 2018年 | 英聯邦運動會羽毛球比賽   | 其他       | 女子雙打 | 劳伦·史密斯   | 銀牌   |
| 2018年 | 英聯邦運動會羽毛球比賽   | 其他       | 混合團體 | －            | 銅牌   |

| 2007-2017年 | 首要超級賽 | 超級賽 | 黃金大獎賽 | 大獎賽 | 國際挑戰賽 | 國際系列賽 | 未來系列賽 | 其他 |

| 2018-2026年 | 總決賽 | 超級1000賽 | 超級750賽 | 超級500賽 | 超級300賽 | 超級100賽 | 國際挑戰賽 | 國際系列賽 | 未來系列賽 | 其他 |

### 奧運會和世錦賽參賽紀錄
|          | 搭檔        | 2011 | 2012 | 2013 | 2014 | 2015 | 2016 | 2017 |
| -------- | ----------- | ---- | ---- | ---- | ---- | ---- | ---- | ---- |
| 女子單打 | －          | 48強 | －   | 32強 | 32強 | －   | －   | －   |
|          |             |      |      |      |      |      |      |      |
| 女子雙打 | 劳伦·史密斯 | －   | －   | －   | －   | －   | －   | 32強 |